# Мёллер, Кристиан
Кристиан Мёллер (дат. Christian Møller; 22 декабря 1904, Хундслеве, о. Альс, Дания — 14 января 1980, Орруп, коммуна Гентофте, Столичная область Дании) — датский физик-теоретик, математический физик, химик, профессор (с 1943), доктор наук, член Датской королевской, Норвежской и Шведской королевской академий наук. Известен значительным вкладом в развитие теории относительности, гравитации и квантовой механики.

## Биография
Родился в семье торговца. С 1923 года изучал математику в Копенгагенском университете. В 1926 году перешёл в Институт теоретической физики Нильса Бора. Посещал лекции Оскара Клейна и Вернера Гейзенберга. Будучи в Гамбурге в 1926 году слушал лекции Вольфганга Паули по теории относительности, а в 1928 году в Берлине — по квантовой механике Эрвина Шрёдингера. Тогда же впервые повстречал Альберта Эйнштейна.
В 1929 году получил степень магистра. В 1934—1935 годах продолжил учёбу в Римском и Кембриджском университетах. С 1931 года — научный сотрудник Института Нильса Бора. В 1932 г. под руководством Нильса Бора защитил докторскую диссертацию на тему «Теория прохождения быстрых электронов через вещество».
В 1933—1975 годах работал в Копенгагенском университете (с 1943 г. — профессор математической физики), в 1954—1957 годах — одновременно директор теоретической группы Европейского Центра ядерных исследований, в 1958—1971 годах работал директором Института теоретической ядерной физики (Nordisk Institut for Teoretisk Atomfysik, НОРДИТА).
С 1948 года член научного комитета Сольвеевских конгрессов. В 1959—1980 гг. — секретарь Датской королевской академии наук. В 1972 году избран членом Германской академии естествоиспытателей «Леопольдина». Был также членом Норвежского королевского общества наук и искусств.

## Научная деятельность
Работы Кристиана Мёллера относятся к теории относительности, квантовой механике, квантовой теории поля, физике элементарных частиц.
В 1940 году совместно с Леоном Розенфельдом выдвинул постулат о существовании двух мезонных полей — псевдоскалярного и векторного.
Известен «методом Мёллера» в специальной теории относительности, который используется при выводе общего преобразования Лоренца. В 1945—1946 годах развил гейзенберговскую теорию 5-матрицы, в 1952 г. (совместно с П. Кристенсеном) исследовал нелокальное взаимодействие в теории поля и рассмотрел вопрос о так называемом динамически деформируемом форм-факторе. Дал формулу для матричного элемента энергии взаимодействия двух релятивистских электронов (формула Мёллера).
Один из авторов теории возмущений Мёллера-Плессе (Møller-Plesset perturbation theory).
Предложил новый псевдотензор в теории гравитации.

## Избранные труды
- The World and the Atom. (London 1940; совм. с Э.Расмуссеном)
- Relativitätstheorie. (Bibliographisches Institut, Mannheim 1976)
- The Theory of Relativity. (Clarendon Press, Oxford, 1972)
- Herausgeber: Evidence for Gravitational Theories. (Proceedings of the International School of Physics Enrico Fermi, Kurs 20 (Juli 1961), Academic Press 1963)
- Atomfysikkens grundlag i elementær fremstilling. (Kopenhagen 1964)
- Мёллер К. Теория относительности. Пер. с англ. В. Г. Кречета, В. Г. Лапчинского. Под ред. проф. Д. Иваненко. — 2-е изд. — М.: Атомиздат, 1975

## Награды
- Медаль О. Рёмера (1966),
- Медаль X. Эрстеда (1970).